# Lisa Opie
Lisa Opie, MBE (* 15. August 1963 in Guernsey) ist eine ehemalige englische Squashspielerin.

## Karriere
Lisa Opie begann ihre Karriere im Jahr 1984. Im März 1988 erreichte sie für zwei Monate die Spitze der Weltrangliste. Bereits in ihrer Juniorenkarriere wurde sie Weltmeister, als sie 1981 Martine Le Moignan mit 9:4, 9:6 und 10:8 in Ottawa unterlag. Im Aktivenbereich konnte sie diesen Erfolg nicht wiederholen, wenn auch sie zweimal das Finale von Weltmeisterschaften erreichen konnte. So unterlag sie 1985 gegen Susan Devoy mit 4:9, 5:9 und 8:10. Zwei Jahre später stand sie erneut Susan Devoy gegenüber und musste mit 3:9, 8:10 und 2:9 eine weitere Niederlage hinnehmen.
Bei den British Open erreichte sie fünfmal das Finale. In den Jahren 1982 und 1983 unterlag sie Vicki Cardwell, 1984 und 1986 wiederum Susan Devoy. 1991 konnte sie gegen Sue Wright ihren ersten und einzigen Titel bei den British Open gewinnen. Sie gewann im Endspiel mit 6:9, 9:3, 9:3 und 9:4. In den Jahren 1981, 1986 und 1987 wurde sie britische Landesmeisterin. Mit der englischen Nationalmannschaft gewann sie vier Titel bei Europameisterschaften.
1995 beendete sie ihre Karriere. Im selben Jahr wurde sie Member des Order of the British Empire.

## Erfolge
- Vizeweltmeister: 1985, 1987
- Weltmeister mit der Mannschaft: 4 Titel (1985, 1987, 1989, 1990)
- Europameister mit der Mannschaft: 4 Titel (1981, 1982, 1987, 1988)
- Gewonnene WSA-Titel: 7
- 2 Monate Weltranglistenerste
- Britischer Meister: 3 Titel (1981, 1986, 1987)